# Arrivederci Roma

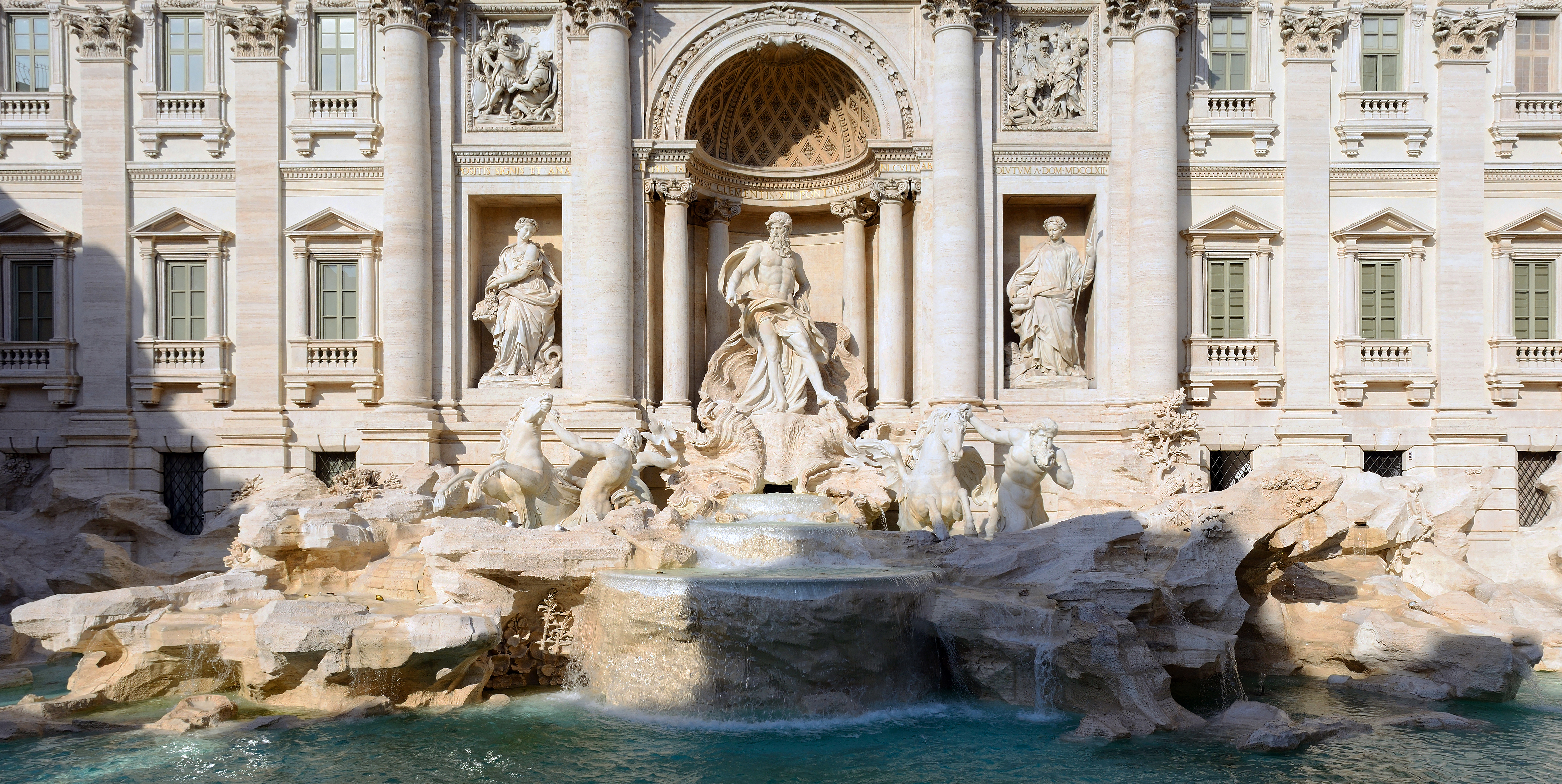
La Fontana di Trevi es el escenario de la canción en la película.

«Arrivederci Roma» (en español, «Hasta pronto, Roma») es una canción italiana de 1955 muy conocida internacionalmente. La música es de Renato Rascel y la letra de Pietro Garinei y Sandro Giovannini. El tema pertenece a la película del mismo título, y en España titulada Las siete colinas de Roma, dirigida por Roy Rowland y protagonizada por Mario Lanza, Marisa Allasio y Renato Rascel.

## Letra de la Canción
T'invidio turista che arrivi,
t'imbevi de fori e de scavi,
poi tutto d'un colpo te trovi
fontana de Trevi ch'e tutta pe' te!
Ce sta 'na leggenda romana
legata a 'sta vecchia fontana
per cui se ce butti un soldino
costringi er destino a fatte tornà.
E mentre er soldo bacia er fontanone
la tua canzone in fondo è questa qua!
Arrivederci, Roma...
Good bye...au revoir...
Si ritrova a pranzo a Squarciarelli
fettuccine e vino dei Castelli
come ai tempi belli che Pinelli immortalò!
Arrivederci, Roma...
Good bye...au revoir...
Si rivede a spasso in carozzella
e ripenza a quella "ciumachella"
ch'era tanto bellae che gli ha detto sempre "no!"
Stasera la vecchia fontana
racconta la solita luna
la storia vicina e lontana
di quella inglesina col naso all'insù
Io qui, proprio qui l'ho incontrata...
E qui...proprio qui l'ho baciata...
Lei qui con la voce smarrita
m'ha detto:"E' finita ritorno lassù!"
Ma prima di partire l'inglesina
buttò la monetina e sussurrò:
Arrivederci, Roma...
Good bye...au revoir...
Voglio ritornare in via Margutta
voglio rivedere la soffitta
dove m'hai tenuta stretta stretta accanto a te!
Arrivederci, Roma...
Non so scordarti più...
Porto in Inghilterra i tuoi tramonti
porto a Londra Trinità dei monti,
porto nel mio cuore i giuramenti e gli "I love you!"
Arrivederci, Roma...
Good bye...au revoir...
Mentre l'inglesina s'allontana
un ragazzinetto s'avvicina
va nella fontana pesca un soldo se ne va!
Arrivederci, Roma!

## Algunos de sus intérpretes
Claudio Villa, Connie Francis, Dean Martin, Edmundo Ros, Guy Lombardo, James Last, Mantovani, Mario Lanza, Nat King Cole, Percy Faith, Tino Rossi, Perry Como, Renato Rascel, Richard Clayderman, Willis "Gator" Jackson, Chet Atkins, Franck Pourcel, Pérez Prado, Fausto Papetti, Quadro Nuevo, Bobby Solo, Sergio Pángaro e Il Volo.